# Rosa Oteiza
Rosa Estefanía Oteiza Armona (Pamplona, 13 d'agost de 1883 - Pamplona, 17 d'octubre de 1970) va ser una llevadora navarra, coneguda sobretot perquè va ser la model de l'estàtua del monument dels Furs de Navarra.

## La vida
Rosa Oteiza Armona va néixer al carrer de San Anton, 22, de Pamplona, segona dels set fills de Migel Oteiza Alonso i Francisca Armona Olite.
Quan tenia 19 anys va ser la model per representar la dona al monument als Furs. Manuel Martínez de Ubago, arquitecte, va ser-ne el dissenyador i el seu germà José, arquitecte i escultor, de qui ella era amant, va ser l'autor de l'escultura. Com que pertanyien a diferents classes socials –ella era filla d'un fuster i de la portera d'un col·legi, i ell era de família benestant i amb el temps arribaria a ser alcalde de Sant Sebastià–, Rosa Oteiza i José Martínez de Ubago no es van casar, tot i que van tenir tres fills, a qui només se'ls van donar els cognoms del pare, Martínez de Ubago i Lizarraga, mentre perdien el de la mare.
Rosa Oteiza va haver de suportar el menyspreu dels seus veïns, sobretot des que el monument es va instal·lar al passeig de Sarasate l'any 1903 i hi van reconèixer el seu rostre. Pamplona tenia aleshores 28.000 habitants, i una relació d'aquest tipus era un escàndol per a la societat de l'època. Cap al 1906, Manuel i José Martínez de Ubago es van traslladar a Saragossa, i Rosa Oteiza va quedar a Pamplona amb els tres fills.
L'any 1908, quan José estava a punt de casar-se amb una dona de la seva classe social, Rosa va impedir el matrimoni presentant-se a l'església on se celebrava la cerimònia amb tots tres fills al costat, enmig d'un gran escàndol. Després d'això, ell es va traslladar a Donostia, segurament amb les criatures, que a partir d'aleshores van viure en una pensió que devia pagar el seu pare. Després de casar-se amb la seva secretària, en José va tenir cinc fills més, que es criaren allunyats i desconeixedors de la primera família. De 1935 a 1936 fou alcalde de Donostia.
No hi ha gaires notícies de Rosa Oteiza. L'any 1913 es va presentar a la plaça de llevadora municipal de Pamplona, però no la va obtenir, segurament per ser qui era. L'any 1918, encara que es va casar amb el mestre José Julian Ozkoidi, no sembla que visquessin junts durant gaire temps. Del 1932 al 1942 va treballar com a llevadora a Renteria, però tot i que vivia a prop dels seus fills, no hi va tenir cap contacte, possiblement perquè la manutenció del pare n'exigia l'allunyament, ja que els nois sempre van donar la mare per morta. Tornada a Pamplona, va morir el 1970, a l'edat de 87 anys.
L'any 2003 es va complir el centenari del monument als Furs sense cap esment de la dona que havia fet de model per al símbol navarrès més conegut.

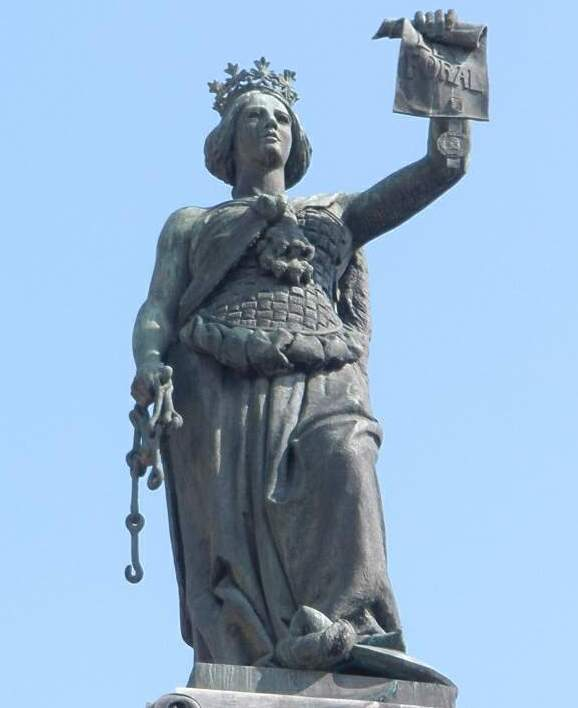
Detall de la imatge per a la qual Rosa Oteiza serví de model

## El monument
El monument als Furs va ser erigit contra la decisió presa l'any 1893 pel ministre d'Hisenda espanyol, Germán Gamazo, de modificar la normativa fiscal de Navarra. L'obra, dissenyada per l'arquitecte Manuel Martinez de Ubago, es va pagar amb la recaptació de fons entre la ciutadania, i costà unes 200.000 pessetes (1.200 euros). L'escultura de bronze, feta a la foneria catalana Masriera i Campins, fa cinc metres d'alçada i pesa 5.000 quilos.
La dona del monument representa Navarra, amb una actitud valenta i decidida. Porta una armadura i va vestida amb una pell de lleó. Unes cadenes trencades a la mà dreta i la Llei Foral a l'esquerra simbolitzzen el pacte entre el poble i els reis. Aixafat sota els peus, en canvi, hi ha un casc sarraí i algunes armes, en record de la batalla de Las Navas de Tolosa. El monument no va arribar mai a ser inaugurat oficialment.